# ТЕС Торренс-Айленд

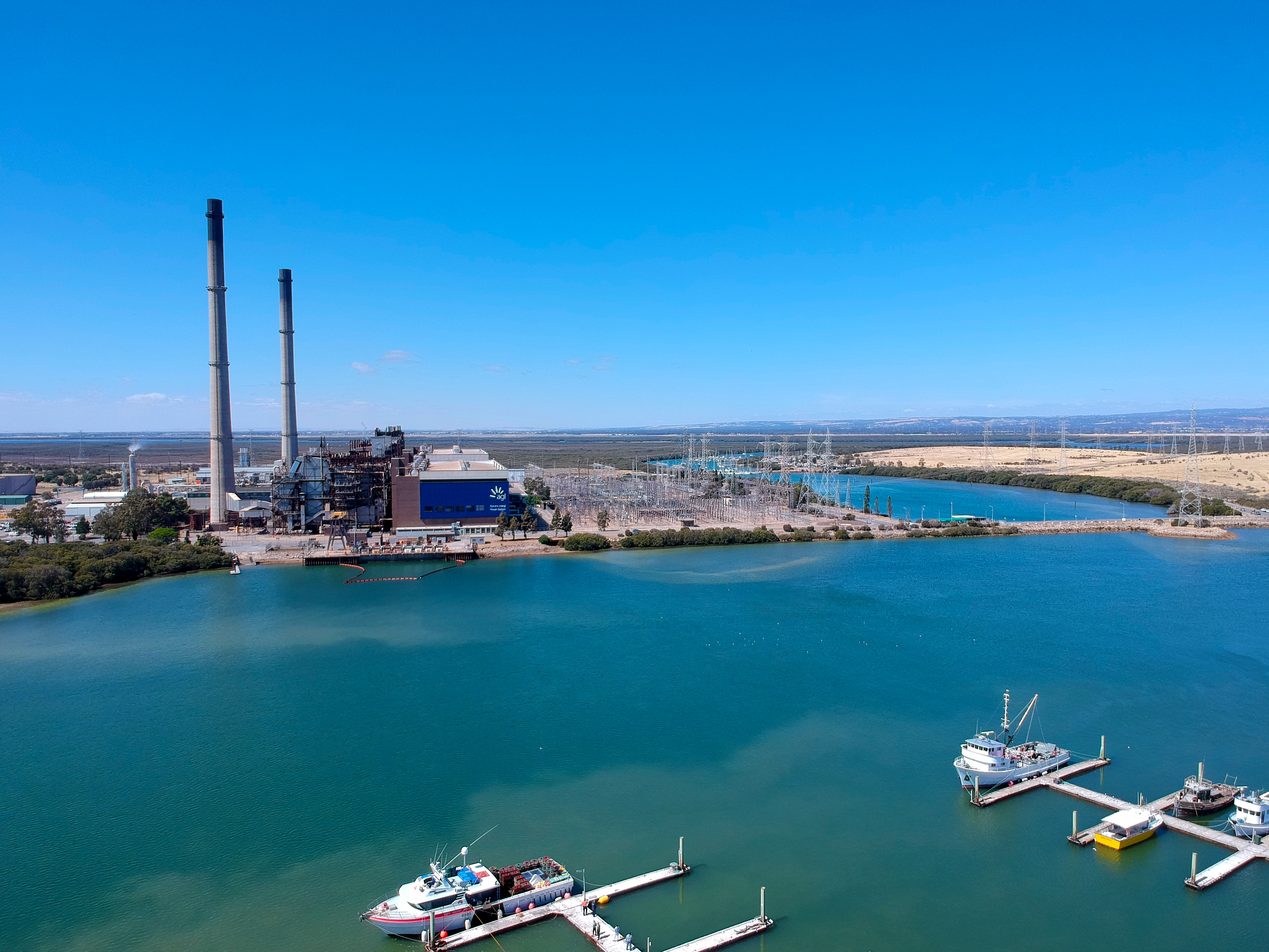
Загальний вигляд ТЕС

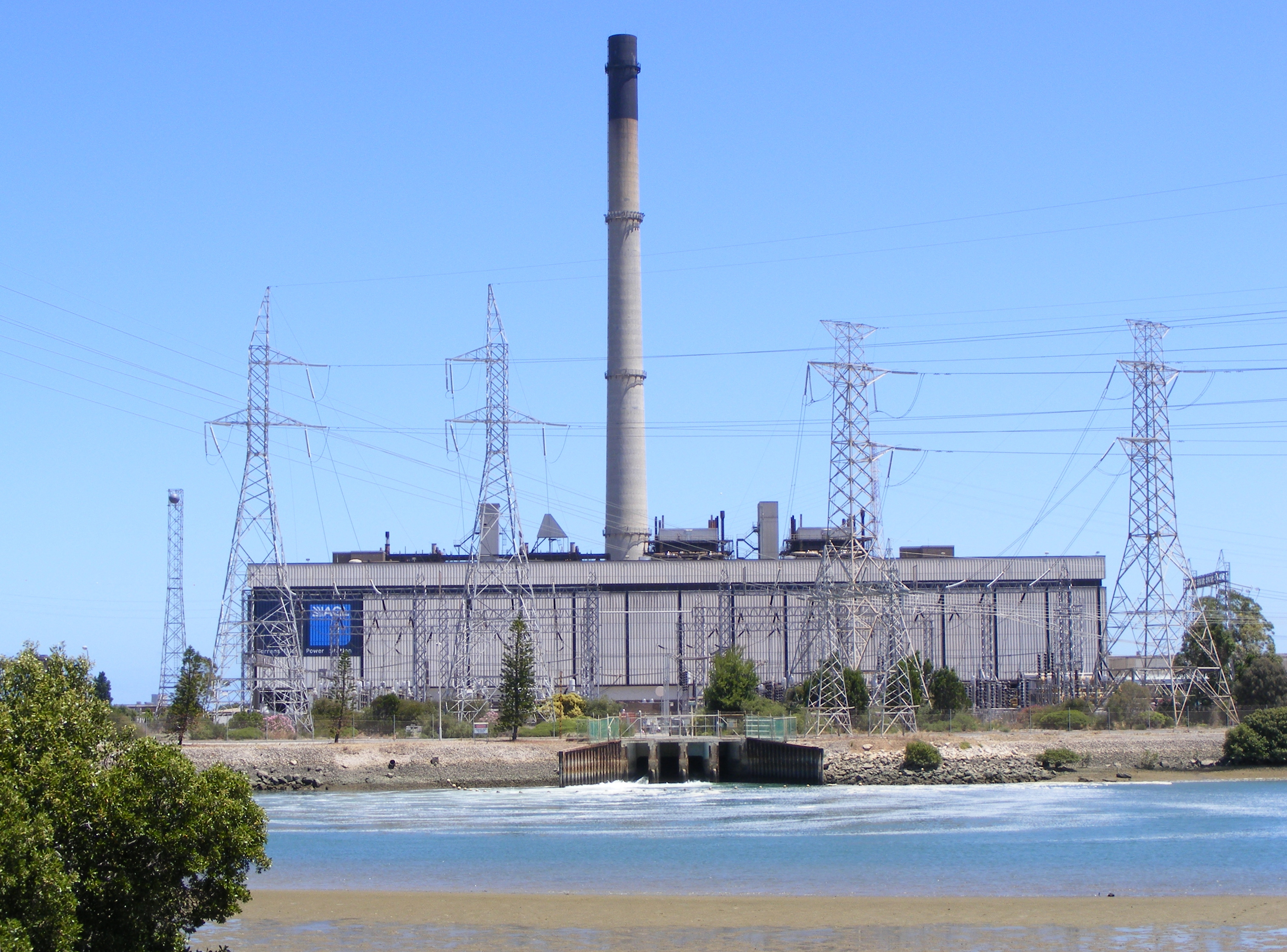
Одна з черг станції

ТЕС Торренс-Айленд (Torrens Island) – теплова електростанція на півдні Австралії.
В 1967, 1968, 1969 та 1971 роках стали до ладу чотири конденсаційні блоки черги А, кожен з яких мав парову турбіну потужністю по 120 МВт.
В 1976 – 1981 роках ввели в дію чотири конденсаційні блоки черги В з парими турбінами потужністю по 200 МВт.
В 2020-му вивели з експлуатації два блоки черги А, в а 2021 та 2022 роках зупинили ще два блоки з її складу. Що стсоуєтьяс черги В, то її перший блок законсервували в 2021-му, а наступного року оголосили про намір повністю зупинити чергу В в 2026-му.
ТЕС почала роботу на нафті, проте вже у 1969-му почались поставки по газопроводу Мумба – Аделаїда, після чого блакитне паливо стало основним для станції. На початку 2000-х також ввели в дію газопровід Айона – Аделаїда.
Для видалення продуктів згоряння кожна черга отримала димар заввишки 160 метрів.
Для охолодження використовують морську воду.
Видача продукції відбувається під напругою 275 кВ.